# Neopteleobius
Neopteleobius är ett släkte av skalbaggar. Neopteleobius ingår i familjen vivlar.
Kladogram enligt Catalogue of Life:
| Neopteleobius | \| \| Neopteleobius scutulatus \| \| \| \| |
|               | \| \| Neopteleobius scutulatus \| \| \| \| |
|               | Neopteleobius scutulatus                   |
|               |                                            |